# 郑州广播电视台
郑州广播电视台是中华人民共和国河南省郑州市的市级媒体，成立于2021年3月。

## 历史
郑州人民广播电台于1981年4月1日开播，1993年4月1日实现全天24小时播音。2005年2月，原郑州人民广播电台、郑州经济广播电台、郑州文艺广播电台整合成立新的郑州人民广播电台。
郑州电视台于1985年9月10日开播，2005年2月2日，郑州电视台和成立于1993年8月6日的郑州有线电视台合并。
2021年3月，郑州电视台、郑州人民广播电台合并成立郑州广播电视台，合并后，郑州广播电视台开设新闻综合频道、商都频道、文体旅游频道、影视戏曲频道、妇女儿童频道、都市生活频道等6个电视频道，以及新闻综合广播、经济生活广播、交通广播、文体旅游广播、音乐广播等5个广播频率。
2021年4月10日，投资超过2000万元的郑州广播电视台全媒体新闻中心开始运行。
2021年9月，妇女儿童频道和经济生活广播整合为郑州广播电视台公益事业部。交通广播、文体旅游广播和广播节目制作及大型活动部整合为郑州广播电视台全媒体交通事业部。原广播新闻中心将时政新闻整合到全媒体新闻中心，其他人员和原新闻综合广播整合为广播新闻事业部，影视戏曲频道、都市生活频道整合为影视戏曲部、都市生活部，形成五大事业部运营体系。

## 电视频道
- 新闻综合频道
- 商都频道
- 文体旅游频道
- 影视戏曲频道
- 妇女儿童频道
- 都市生活频道

#### 停播频道
- 地铁电视频道

## 电台频率
- 郑州新闻广播  (FM98.8/AM549)
- 郑州经济广播 （FM93.1/AM711)
- 郑州交通广播  (FM91.2)
- 郑州文体旅游广播（FM91.8/AM1008)
- 郑州音乐广播  （FM94.4)
- 怀旧音乐广播  （FM107.9，实际为中牟县广播电视台广播频率）